# Marina Hedman
Bellis Marina Hedman, també coneguda com Marina Frajese, Marina Lotar i Marina Lothar (nascuda el 29 de setembre de 1944 a Göteborg, Suècia) és una actriu pornogràfica sueca retirada

## Vida i carrera
Hedman, que havia estat una coneguda model, va arribar a Itàlia com a dona d'un periodista italià, Paolo Frajese, que l'any 1965 havia anat a Suècia per a una sèrie de reportatges televisius. El 1976 va debutar al cinema amb un petit paper sense acreditar a la commedia sexy all'italiana de Lucio Fulci La pretora, protagonitzada per Edwige Fenech.El 1976, va fer un paper menor a Emanuelle in America, apareixent a la seva primera escena de porno dur. Després Hedman també va aparèixer al programa de RAI Carosello i va posar per al número italià dePlayboy. El 1979 va interpretar un paper protagonista a la pel·lícula de Joe D'Amato Immagini di un convento, una adaptació de La Religieuse.
A finals de la dècada de 1970 i principis de la dècada de 1980, Hedman va tenir papers secundaris en pel·lícules convencionals com Primo Amore (1978) de Dino Risi i La città delle donne (1980) de Federico Fellini, així com papers principals en el cinema pornogràfic, en el qual va ser considerada una de les primeres dives italianes. 1984 i 1985 van ser anys prolífics per a ella, jugant a pel·lícules que portaven el seu nom, com ara Marina e la sua bestia. També va actuar al costat de John Holmes a la pel·lícula The Devil in Mr. Holmes (1987). Va aparèixer a la seva última pel·lícula al principi dels anys 90.

## filmografia

### No pornogràfica
- La pretora, de Lucio Fulci (1976)
- Emanuelle in America, de Joe D'Amato (1976)
- Fate la nanna coscine di pollo, de Amasi Damiani (1977)
- Il ginecologo della mutua, de Joe D'Amato (1977)
- Notti porno del mondo, de Joe D'Amato (1977)
- Follie di notte, de Joe D'Amato (1978)
- Un brivido di piacere, de Angelo Pannacciò (1978)
- Morte di un seduttore di paese - telefilm (1978)
- Primo amore, de Dino Risi (1978)
- Come perdere una moglie e trovare un'amante, de Pasquale Festa Campanile (1978)
- Gegè Bellavita, de Pasquale Festa Campanile (1979)
- Quel certo sapore (1979)
- Il mondo porno di due sorelle, de Franco Rossetti (1979)
- Immagini di un convento, de Joe D'Amato (1979)
- Libidine, de Raniero Di Giovanbattista (1979)
- Quello strano desiderio, de Enzo Milioni (1979)
- Play Motel, de Mario Gariazzo (1979)
- Le mani di una donna sola, de Nello Rossati (1979)
- Cameriera senza... malizia, de Lorenzo Onorati (1980)
- Febbre a 40! (1980)
- La città delle donne, de Federico Fellini (1980)
- La bestia nello spazio, d'Alfonso Brescia (1980)
- Delitto a Porta Romana, de Bruno Corbucci (1980)
- Una moglie, due amici, quattro amanti, de Michele Massimo Tarantini (1980)
- La compagna di viaggio, de Ferdinando Baldi (1980)
- Sesso allo specchio (1981)
- La dottoressa di campagna (1981)
- Carnalitá morbosa (1981)
- Oldest Pleasure (1981)
- Giochi erotici nella terza galassia (1981)
- Sesso allegro (1981)
- L'ultimo harem (1981)
- To glyko kormi tis Bianca (1982)
- La bimba di Satana (1982)
- Delitto sull'autostrada, de Bruno Corbucci (1982)
- I vizi della signora (1982)
- Funny Frankestein (1982)
- Fantozzi subisce ancora, de Neri Parenti (1983)
- L'amica di Sonia (1983)
- Corpi nudi, d’Amasi Damiani (1983)
- ...e la vita continua - minisèrie (1984)
- Delitto al Blue Gay, de Bruno Corbucci (1984)
- La lingua (1987)
- Gioco di seduzione (1990)
- Appuntamento in nero, d'Antonio Bonifacio (1990)
- Nostalgia di un piccolo grande amore (1991)
- Joe D'Amato Totally Uncut - imatges de repertori (1999)

### Pornogràfica
- Con la zia non è peccato (1980)
- La zia svedese (1980)
- Luce rossa (1980)
- Sì... Lo voglio! (1980)
- Chiamate 6969: taxi per signora (1981)
- Attenti a quelle due... ninfomani (1981)
- Albergo a ore (1981)
- Erotic Flash (1981)
- Quella porcacciona di mia moglie (1981)
- Peccati di giovani mogli (1981)
- Lea (1981)
- Carnalità morbosa (1981)
- Erotico 2000, d'Angelo Pannacciò (1982)
- Aristocratica perversa (1982)
- Orgasmo non stop (1982)
- Orgasmo esotico (1982)
- Margot, la pupa della villa accanto (1983)
- La casa delle hostess (1983)
- Notti calde (1984)
- Marina governante sexy (1984)
- Marina e la sua bestia (1984)
- Marina... miele selvaggio (1984)
- Le due... grandi labbra (1984)
- Fashion Love (1984)
- L'amante bisex (1984)
- Nido d'amore (1984)
- La chiave del piacere (1984)
- Marina vedova viziosa (1985)
- Marina Hard Core (1985)
- Marina e la sua bestia 2 (1985)
- Marina e il suo amore (1985)
- Marina e il gigolo (1985)
- Le due bocche... di Marina (1985)
- Apprendiste viziose (1985)
- Fantasia erotica in concerto (1985)
- Marina il cavallo e lo stallone (1985)
- La bionda e la bestia (1985)
- Il piacere dappertutto (1985)
- Marina una moglie così perbene (1986)
- Adolescenti vogliose (1986)
- Non stop sempre buio in sala (1986)
- Il set del piacere (1986)
- Bocca bianca, bocca nera (1986)
- Marina e il suo cinema (1986)
- Marina, i desideri di una nobildonna (1986)
- La perdizione (1986)
- L'amore e la bestia (1986)
- Marina un corpo da possedere (1987)
- Marina 10+ (1987)
- Marina, un vulcano di piacere (1987)
- Poker di donne (1987)
- Ramba sfida la bestia (1987)
- Supermaschio per mogli viziose (1987)
- Belve del sesso (1987)
- Osceno (1987)
- Un desiderio bestiale (1987)
- Profonde visite (1987)
- Messalina oggi (1987)
- Il vizio nel ventre (1987)
- Transex (1988)
- Marina umida d'amore (1988)
- Marina perversa (1988)
- Baby... nata per godere, ovvero la figlia libidinosa (1990)
- Avidità orale (1990)
- Finalmente Marina (1991)